# Braderochus jolyi
Braderochus jolyi är en skalbaggsart som beskrevs av Bleuzen 1994. Braderochus jolyi ingår i släktet Braderochus och familjen långhorningar.
Artens utbredningsområde är:
- Guyana.
- Venezuela.

Inga underarter finns listade.